# Mark Spears
Mark Anthony Spears (* in Compton, Kalifornien), besser bekannt unter seinem Bühnennamen Sounwave (abgeleitet vom englischen Wort für Schallwelle, soundwave), ist ein amerikanischer Musikproduzent und Songschreiber aus Compton (Kalifornien).

## Leben
Als Spears 10 Jahre alt war, begann er, eine Korg-Drummachine für einfache perkussive Beats zu verwenden. Über ein Vierspurgerät kam er zum MTV Music Generator, der auf der PlayStation lief. Ein gemeinsamer Song mit dem Rapper Bishop Lamont aus Carson (Kalifornien), bei dem der MTV Music Generator zum Einsatz kam, wurde auf lokalen Radiosendern gespielt. Im Jahr 2005 wurde der Mitgründer von Top Dawg Entertainment (TDE), Terrence Punch Henderson, auf ihn aufmerksam und brachte Spears in Kontakt mit dem anderen Gründer, Anthony Top Dawg Tiffith. Dieser war zunächst nicht von Sounwave überzeugt, der aber den Kontakt ausbaute und sich am Ende gegen die Bedenken durchsetzte.
Spears erste Arbeit für TDE tauchte auf der Kendrick Lamar EP im Jahr 2009 und Jay Rocks Compilation-Track Fa Sho im Jahr 2010 auf. Im Jahr 2011 produzierte er einige Tracks auf Kendrick Lamars Mixtape-Album Section.80, was ihn auf die Watchlist von Complex als Newcomer-Producer beförderte. Auf dem 2012er Album Good Kid, M.A.A.D City von Lamar, das von der Kritik gelobt wurde, produzierte er drei Tracks. Im Jahr 2014 produzierte er für die TDE-Künstler Isaiah Rashad und ScHoolboy Q verschiedene Tracks.
Sounwave war einer der Hauptproduzenten des Soundtracks zu Black Panther. Er äußerte sich zu der Zusammenstellung: „Ich denke, es ist nur richtig. Der Film spielt nicht im Jahr 1910 oder in den 1960er Jahren, als Black Panther zum ersten Mal herauskam. Er ist im Heute angesiedelt.“

## Auszeichnungen (Auswahl)
Im Jahr 2016 gewann Spears zusammen mit Kendrick Lamar, Kawan Prather und Pharrell Williams für den Song Alright vom Album To Pimp a Butterfly einen Grammy in der Kategorie Bester Rap-Song. Der Refrain des Songs wurde 2015 von jugendlichen Demonstranten gesungen, die im ganzen Land gegen Polizeigewalt demonstrierten, was zu einem Medienecho führte; das Lied wurde gar zur schwarzen Nationalhymne erhoben.
Spears meinte dazu: „Ich hätte nicht erwartet, dass Alright ein Protest-Song werden würde, aber ich wusste, dass er etwas ausmachen würde, denn die Zeit, in der wir leben, macht ihn zum perfekten Song dafür.“
2018 gehörte er als Mitproduzent von Lamars Album Damn ebenfalls zu den Gewinnern in der Kategorie bestes Rap-Album.
Der Filmsong All the Stars bekam eine Nominierungen bei der Oscarverleihung 2019 in der Kategorie Bester Filmsong.